# Bismarck (Schiff, 1866)
Die Bismarck war eine oldenburgische Bark, die im November 1866 von der Werft von Martin Willers in Lienen im Amt Elsfleth vom Stapel lief. Sie war mit 166 Commerzlasten bzw. 373 Registertonnen vermessen und wurde von J. H. Becker in Elsfleth bereedert.
Der preußische Ministerpräsident Otto von Bismarck wandte sich laut einem Bericht der „Wochenschrift für Vegesack und Umgebung“ an die Eigentümer des Schiffs und bedankte sich dafür, als Pate der Bark zur Verfügung zu stehen. 
Die Jungfernreise führte unter Kapitän J. H. Stellmann von Bremerhaven nach Galveston. Für den Zeitraum von 1868 bis 1870 sind Reisen nach Galveston, New York und Iquique/Peru überliefert.

## Untergang
Das Ende der Bismarck ist in einem Bericht der „Weser-Zeitung“ vom 30. Dezember 1874 überliefert. Danach war die Bark am 20. August 1874 erneut aus Iquique ausgelaufen mit dem Ziel Falmouth. Am 17. Dezember stand sie nach einem sechstägigen Sturm am Eingang der Magellanstraße vor Kap Hoorn, als bemerkt wurde, dass das Schiff leck war. Trotz ständigen Betriebs der zwei Pumpen stieg das Wasser im Schiff bis zum 19. Dezember ständig an; außerdem wurde ein neuer Sturm erwartet. Die Mannschaft verlangte daher die Aufgabe des Schiffs. Daraufhin wurde die Bismarck verlassen und die Besatzung von der norwegischen Schonerbrigg Limpio aufgenommen, die Kurs auf Le Havre hatte. Bereits zwei Stunden später war die Bismarck gesunken.